# فريدريك ستانلي (إيرل ديربي السادس عشر)
فريدريك آرثر ستانلي، إيرل ديربي السادس عشر (15 يناير 1841 - 14 يونيو 1908)، المعروف باسم فريدريك ستانلي المحترم حتى عام 1886، ولورد ستانلي من بريستون بين عامي 1886 و1893، كان سياسيًا من حزب المحافظين في المملكة المتحدة، وشغل منصب وزير المستعمرات بين عامي 1885 و1886، والحاكم العام لكندا بين عامي 1888 و1893. كان رياضيًا متحمسًا، حيث بنى إسطبلات ستانلي هاوس في إنجلترا، وهو مشهور في أمريكا الشمالية بتقديم كأس ستانلي لكندا، وهي كأس تمنح في لعبة هوكي الجليد . وكان ستانلي أيضًا أحد الأعضاء الأصليين في قاعة مشاهير الهوكي .

## النشأة والتعليم
وُلِد ستانلي في ساحة سانت جيمس ، وستمنستر ،  وهو الابن الثاني لإدوارد سميث ستانلي (اللورد ستانلي)، والسيدة إيما كارولين ، ابنة إدوارد بوتل ويلبراهام، البارون الأول سكيلمرسديل . تلقّى تعليمه في مدرسة هارو وكلية ساندهيرست الملكية العسكرية .
عام 1851، نجح والده في الحصول على لقب إيرل ديربي الرابع عشر. كان الإيرل الرابع عشر أطول زعيم خدمةً في حزب المحافظين (1846-1868)، حيث خدم رئيساً للوزراء في ثلاث دورات، من فبراير إلى ديسمبر 1852، ومن 1858-1859، ومن 1866-1868. 

## المسيرة العسكرية
كلّف ستانلي بمأمورية في الحرس الرماة، وترقى إلى رتبة نقيب قبل أن يترك الجيش من أجل السياسة.  خدم لاحقًا برتبة كولونيل بدوام جزئي في فوج الميليشيا الملكية الأول في لانكشاير (فوج دوق لانكستر) من 23 يونيو 1874 (على الرغم من أن واجباته السياسية كانت غالبًا ما تبعده عن التدريب السنوي للفوج) وأصبح عقيدًا فخريًا في الكتيبة الثالثة والرابعة، فوج الملك (فوج لانكستر الملكي)، من 27 فبراير 1886 حتى وفاته. كما تبع والده وجده برتبة عقيد فخري في الكتيبة الأولى من المتطوعين، فوج الملك (ليفربول) ، حيث عيّن فيها 15 يناير 1894. وبعد وفاته خلفه ابنه في هذا المنصب بدوره. 

## المسيرة السياسية
خدم ستانلي عضواً محافظاً في البرلمان عن دائرة بريستون (1865-1868)، وشمال لانكشاير (1868-1885)، وبلاكبول (1885-1886). وفي الحكومة، شغل منصب اللورد المدني للأميرالية (1868)، ووزير المالية لوزارة الحرب (1874-1878)، ووزير الخزانة (1878)، ووزير الحرب (1878-1880)، ووزير المستعمرات (1885-1886). عام 1886، حصل على لقب بارون ستانلي من بريستون في مقاطعة بالاتينات في لانكستر. شغل منصب رئيس مجلس التجارة (1886-1888)، وظل في هذا المنصب حتى تعيينه حاكمًا عامًا لكندا . 
كان ديربي ماسونيًا .

## الحاكم العام لكندا

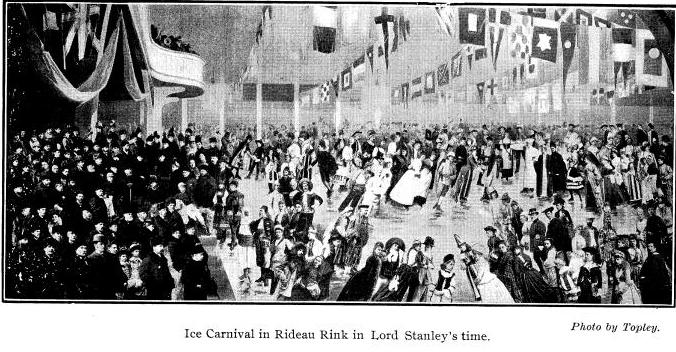
كرنفال الجليد في حلبة ريدو في عهد اللورد ستانلي 1888-1893

عيّن ستانلي حاكمًا عامًا لكندا وقائدًا عامًا لجزيرة الأمير إدوارد في الأول من مايو عام 1888.  خلال فترة توليه منصب الحاكم العام، سافر كثيرًا وعلى نطاق واسع في جميع أنحاء البلاد. وقد منحته زيارته إلى غرب كندا عام 1889 فرصة لقاء شعب الأمم الأولى في كندا والعديد من مربي الماشية والمزارعين الغربيين. خلال زيارته، افتتح متنزه ستانلي الذي سمي باسمه. كما استمتع أيضًا بمتعة الصيد ومارس هذه الرياضة بشغف كلما سمح له جدول أعماله المزدحم بذلك. بصفته الحاكم العام، كان ستانلي هو ثالث حامل لهذا المنصب الذي منحته الملكة فيكتوريا سلطة منح العفو للمجرمين أو إلغاء الأحكام والغرامات وسلطة تخفيف عقوبة الإعدام أو أي عقوبة أخرى. 
عندما توفي رئيس الوزراء جون أ. ماكدونالد أثناء توليه منصبه بسبب قصور في القلب في 6 يونيو 1891، خسر ستانلي الصداقة الوثيقة التي كانت تجمعه بماكدونالد. وطلب من جون أبوت أن يتولى منصب رئيس الوزراء. وبمجرد تشكيل الحكومة، استقال أبوت لأسباب صحية وسلم الحكومة إلى جون تومسون. ساهم ستانلي في ترسيخ الدور غير السياسي للحاكم العام عندما رفض في عام 1891 الموافقة على اقتراح مثير للجدل في مجلس العموم. دعته الحركة بصفته الحاكم العام إلى رفض قانون العقارات اليسوعية لحكومة كيبيك، والذي أتاح لملك فرنسا دفع 400,000 دولار كندي تعويضاً عن الأراضي الممنوحة لليسوعيين. وقد قدمت المقاطعات الأخرى معارضةً لمشروع القانون حيث كانت مدفوعة بعدم الثقة في الكنيسة الكاثوليكية الرومانية في كيبيك. ورفض ستانلي التدخل، مشيرًا إلى أن رفض المقترح غير دستوري. وبفضل تمسكه بهذا القرار، اكتسب شعبية كبيرة من خلال رفضه التنازل عن موقفه الملكي المتمثل في الحياد السياسي.
كانت زوجة ستانلي، التي وصفها ويلفريد لورييه بأنها "امرأة قادرة وذات روح مرحة"، ذات مساهمة دائمة خلال فترة تولي زوجها لمنصبه. في عام 1891، أسست معهد ليدي ستانلي للممرضات المدربات في شارع ريدو ، وهو أول معهد للتمريض في أوتاوا . وكانت أيضًا من أشد المعجبين بألعاب الهوكي في حلبة ريدو .

## كأس ستانلي

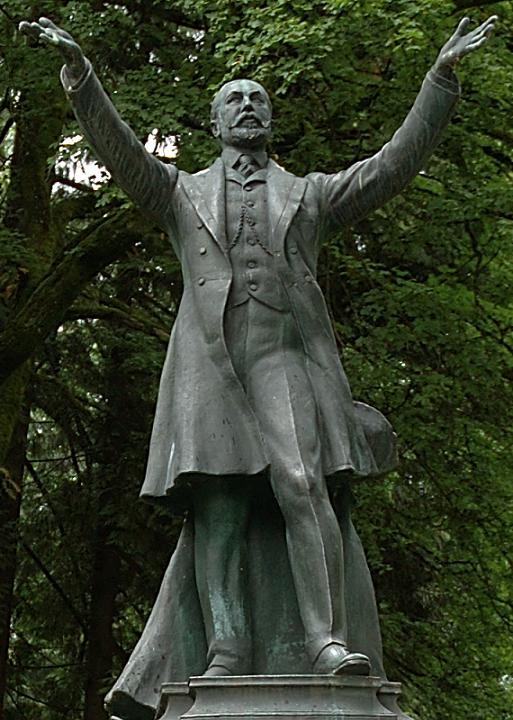
يوجد تمثال للورد ستانلي في ستانلي بارك ، فانكوفر.

أصبح أبناء ستانلي لاعبي هوكي جليد متحمسين في كندا، حيث لعبوا في دوريات الهواة في أوتاوا، وأصبح اللورد والليدي ستانلي من مشجعي الهوكي المتحمسين. عام 1892، أوصى ستانلي لكندا بكأس تسمى اليوم تكريماً له باسم كأس ستانلي ، والتي كانت تُعرف في الأصل باسم كأس دومينيون لتحدي الهوكي. في البداية تبرع بالكأس ككأس تحدي لأفضل نادي هوكي للهواة في كندا، ولكن في عام 1909، أصبحت الكأس تمنح للفرق المتنافسة المحترفة حصريًا. منذ عام 1926، كانت فرق دوري الهوكي الوطني فقط هي التي تتنافس على الكأس. تحمل هذه الكأس الشهيرة الآن اسمه تكريمًا لتشجيعه وحبه للحياة في الهواء الطلق والرياضة في كندا، وتقديرًا لذلك، أدرج في قاعة مشاهير الهوكي في عام 1945 في فئة "البناة المكرمين". كان الحجم الأصلي للكأس 7 بوصة (180 مـم) ويبلغ الآن حوالي 36 بوصة (910 مـم) وتزن 35 رطلاً (16 كغم).

## الألقاب الشرفية
سميت على اسمه تكريماً له المواقع التالية:
- قرية ستانلي، نيو برونزويك
- ستانلي، نوفا سكوشا
- بورت ستانلي، أونتاريو
- ستانلي ( أوليفر بايبونج )، أونتاريو
- ستانلي بارك ، فانكوفر، كولومبيا البريطانية
- ستانلي بارك ، ليفربول ، المملكة المتحدة
- قمة ستانلي (سلسلة جبال بول) ( كولومبيا البريطانية ) [8]
- شارع ستانلي، مونتريال, كيبيك
- شارع ستانلي، فيكتوريا، كولومبيا البريطانية
- شارع ستانلي، بريسبان ، كوينزلاند
- شارع ستانلي، تاونزفيل، كوينزلاند

## ملحوظات
1. ↑  Hansard 1803–2005 (بالإنجليزية), QID:Q19204319
2. ↑   https://www.ulaval.ca/notre-universite/prix-et-distinctions/doctorats-honoris-causa-de-luniversite-laval/liste-complete-des-recipiendaires-de-1864-a-aujourdhui.html#c154965. {{استشهاد ويب}}: |url= بحاجة لعنوان (مساعدة) والوسيط |title= غير موجود أو فارغ (من ويكي بيانات) (مساعدة)
3. ↑  "Births". Manchester Courier. 23 يناير 1841. ص. 7.
4. ↑  Mosley, Charles، المحرر (2003). نبلاء بورك (ط. 107). Burke's Peerage & Gentry. ص. 1104. ISBN:0-9711966-2-1.
5. 1 2 3  Mosley, Charles، المحرر (2003). نبلاء بورك (ط. 107). Burke's Peerage & Gentry. ص. 1104. ISBN:0-9711966-2-1.Mosley, Charles, ed. (2003). Burke's Peerage, Baronetage & Knighthood (107 ed.). Burke's Peerage & Gentry. p. 1104. ISBN 0-9711966-2-1.
6. ↑  "Stanley Peak British Columbia #1538". Bivouac.com. مؤرشف من الأصل في 2016-03-21. اطلع عليه بتاريخ 2012-06-12.

## روابط خارجية
- Hansard 1803–2005: contributions in Parliament by the Earl of Derby
- Biographical information and career statistics from Legends of Hockey
- Lord Stanley's Glacier hike
- Photograph: اللورد ستانلي عام 1889. متحف ماكورد